# 唐惟學
唐惟學（1463年—？），字時敏，湖廣永州府零陵县人，匠籍，明朝政治人物。

## 生平
弘治二年（1489年）己酉科湖廣鄉試第二十八名舉人。弘治十二年（1499年）中式己未科會試第一百六名，三甲第一百六十一名進士。官行人。

## 家族
曾祖唐復榮；祖唐伯玉；父唐资俊。母蒋氏。具庆下。兄惟謙、弟惟聪、惟臣。